# Сотников Олександр Миколайович
Сотников Олександр Миколайович (нар. 3 травня 1954, м. Джанкой) — український політик і громадський діяч.

## Біографія
Народився в Криму, в місті Джанкой, в сім'ї робітників. З 1979 до 1984 року навчався в Полтавському кооперативному інституті, за спеціальністю — економіст.
- 1985 — 1999 Працював на Запорізькому автомобільному заводі «Комунар» (АвтоЗАЗ), від рядового економіста до Голови правління СП «АвтоЗАЗ — Daewoo»(AvtoZAZ — Daewoo Motors).
- У 1999 році — Міністерство зовнішніх економічних зв'язків та торгівлі України , призначений Заступником Міністра. Очолював керівництво груп на переговорах з ЄС про умови торгівлі текстильними, швейними виробами, а також сталевими трубами. В результаті чого були укладені угоди торгівлі цими виробами на вигідних умовах для українських виробників, що забезпечило рентабельну та ритмічну роботу більш ніж 40 підприємств України.
- 2000 — На посаді заступника Голови Запорізької обласної Державної адміністрації з питань промисловості, транспорту та зв'язку, ефективно займався питаннями покращення внутрішньообласного сполучення, було відновлено, або створено понад 40 маршрутів, покращені автомобільні шляхи загальною протяжністю 200 кілометрів, проведено сучасну реконструкцію залізничного вокзалу «Запоріжжя-1», що дало можливість збільшити пасажиропотоки на 15 %.
- 2001 — Начальник Головного управління транспорту та зв'язку Київської міської державної Адміністрації[1]
- З 2006 по 2009 рік[2] — Голова Дніпровської районної у місті Києві ради та державної адміністрації

Після конфлікту з Черновецьким, в результаті незаконного захоплення державної адміністрації  та судової тяганини [недоступне посилання з жовтня 2019], був незаконно звільнений з посади, відновлений судом та згодом, Президентом України на своїй посаді.

### Громадська та політична діяльність
- З 2004 — Фундація «Чинність закону» (Член правління)
- З 2010 року — Президент громадської організації «Парламентський клуб Неурядових організацій»
- З 2012 року — Президент громадської організації «Громадянська палата міста Києва»

### Нагороди
Орден «За заслуги» ІІІ ступеню